# Les Valls de Valira
Les Valls de Valira település Spanyolországban, Lleida tartományban. Les Valls de Valira Lles de Cerdanya, El Pont de Bar, Estamariu, La Seu d’Urgell, Montferrer i Castellbò, Farrera, Alins, La Massana közösség, Andorra la Vella, Sant Julià de Lòria közösség, Escaldes-Engordany közösség és Arsèguel községekkel határos. Lakosainak száma 810 fő (2024).

## Népesség
A település népessége az utóbbi években az alábbiak szerint változott:
| Lakosok száma | 779  | 1575 | 1350 | 1075 | 745  | 780  | 832  | 849  | 791  | 810  |
|               | 1717 | 1887 | 1936 | 1960 | 1986 | 2004 | 2009 | 2014 | 2019 | 2024 |